# Омбудсман у Хорватії

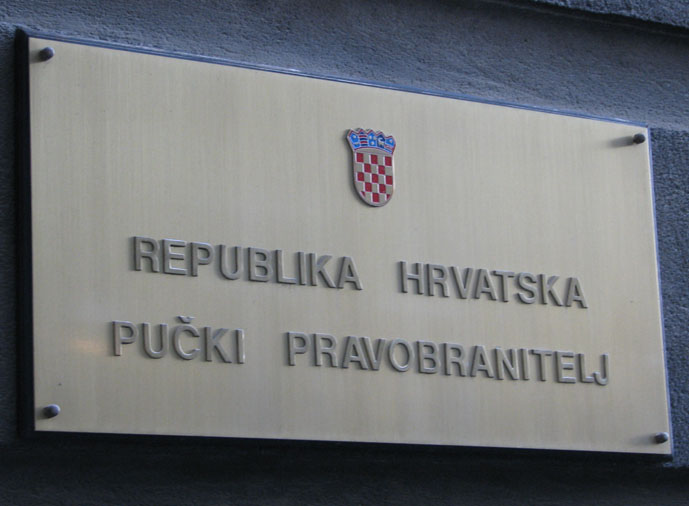
Вивіска на приміщенні офісу хорватського уповноваженого з прав людини у Загребі

Омбудсман у Хорватії (хорв. pučki pravobranitelj «народний правозахисник») — уповноважений парламенту Хорватії щодо захисту конституційних та законних прав громадян у правових спорах із державною владою та органами, наділеними державними повноваженнями.

## Подробиці
Інститут омбудсмана введено в хорватську державно-правову систему Конституцією 1990 року, а конституційні положення, які регулюють статус цієї посади, змінювалися, розширюючи компетенцію хорватського Уповноваженого з прав людини, чи то пак посилюючи його роль. Омбудсман у Хорватії, згідно зі статтею 93 Конституції Хорватії, є уповноваженим хорватського парламенту з пропагування і захисту людських прав і свобод, закріплених в ухвалених Республікою Хорватія Конституції та законах і міжнародно-правових актах, що стосуються прав і свобод людини. Новий Закон про омбудсмана з 2012 року визначив і розширив завдання цього інституту в галузі просування прав людини, відносин із громадськістю, науково-дослідної роботи, інституційної співпраці і взаємодії з організаціями громадянського суспільства та регулює в законному порядку інституційне злиття державної установи Центр із прав людини з метою посилення спроможності до просвітницької роботи в ділянці прав людини.
Цим багато в чому проведено в життя рекомендації органів ООН, адже Міжнародний координаційний комітет національних інститутів — представницький орган національних установ із захисту прав людини при Раді з прав людини Організації Об'єднаних Націй 2008 року акредитував інститут Уповноваженого з прав людини як незалежну національну установу з пропаганди і захисту прав людини з найвищим наявним статусом «А» за т. зв. Паризькими принципами, який встановлює високі стандарти у плані незалежності в роботі та зміцнення інституційного потенціалу в галузі просування і захисту прав людини.
Уповноваженого з прав людини і його заступників обирає парламент на восьмирічний строк. Як сильно персоналізований інститут він має за мету захищати своїх громадян від порушень прав людини, викликаних діями органів державної влади і юридичних осіб з державними повноваженнями, є центральним органом боротьби з дискримінацією та національним запобіжним механізмом з протидії катуванням та іншим жорстоким, нелюдським чи таким, що принижують гідність, вчинкам або покаранням. У своїй роботі він автономний і незалежний.
Посаду омбудсмана нині займає Лора Відович, а її заступники Тена Шимонович-Айнвальтер, Лідія Лукіна-Кезич і Маріо Крешич.

## Коло діяльності і структура роботи
- Галузь захисту прав людини, яка насамперед стосується роботи зі скаргами громадян на державні адміністративні органи та просування спільних ініціатив; надання рекомендацій і висновків щодо змін у законах і нормативних актах, а також вдосконалення адміністративних практик, основаних на тих чи інших скаргах;

- Напрям роботи Національного превентивного механізму та захист прав осіб, позбавлених волі, включає, з одного боку, запобігання катуванням та іншим жорстоким, нелюдським і таким, що принижують гідність, вчинкам або покаранням, та, з другого боку, захист людських прав осіб, позбавлених волі, коли справа доходить до порушень;

- Ділянка роботи щодо боротьби з дискримінацією і просування засади рівного ставлення, де омбудсман виступає як центральний національний орган з протидії дискримінації;

- Галузь просвіти і співробітництва: зв'язки з громадськістю, просування прав людини, наукові дослідження та інституційна співпраця з різними зацікавленими сторонами — в яку входять вітчизняні установи, міжнародні організації та установи і організації громадянського суспільства.

## Уповноважені з інших прав
2003 року запроваджено посади спеціальних омбудсманів у Хорватії: Уповноваженого з прав дитини (пор. Уповноважений Президента України з прав дитини) і омбудсмана з гендерної рівності, а 2008 року — і омбудсмана для осіб з обмеженими можливостями здоров'я.